# Brachyopsinae
Die Brachyopsinae (Syn.: Tilesininae Jordan & Starks, 1904) sind eine Unterfamilie von Meeresfischen aus der Familie der Panzergroppen (Agonidae). Die neun Arten der Brachyopsinae kommen alle im Nordpazifik vor. 

## Merkmale
Panzergroppen der Unterfamilie Brachyopsinae werden 16 bis 36 cm lang. Von anderen Unterfamilien der Panzergroppen unterscheiden sie sich durch den nicht vergrößerten Rostralknochen an der Schnauzenspitze, ein Nasenbein das niemals über den Oberkiefer hervorsteht, den konkaven oberen Rand der Orbita und Kiemenmembranen die am Isthmus (Kehle) nicht zusammengewachsen sind. Das Maul ist unterständig. Der Unterkiefer ragt über den Oberkiefer hinaus. Der Rücken ist hinter der Rückenflosse niemals hoch gebaut. 
Siebbein und Prävomer haben Kontakt zueinander, Tränenbein und Nasenbein sowie Metapterygoid und Entopterygoid dagegen nicht oder nur selten. Das freie vordere Ende des Nasenbeins ist glatt und ohne vorderen Auswuchs. Sie besitzen vier Basalknochen an der Basis der Bauchflossen zwischen denen keine Poren liegen. Der erste Flossenträger (Pterygiophor) der Rückenflosse trägt einen Stachelstrahl. Im Schwanzflossenskelett findet sich eine Epurale (ein länglicher, freistehenden Knochen). Das Becken hat einen Kiel.

## Gattungen und Arten
Es gibt sechs Gattungen und neun Arten:
- Gattung Brachyopsis
  - Brachyopsis segaliensis Tilesius, 1809
- Gattung Chesnonia
  - Chesnonia verrucosa Lockington, 1880
- Gattung Occella
  - Occella dodecaedron >Tilesius, 1813
  - Occella iburia Jordan & Starks, 1904
  - Occella kasawae Jordan & Hubbs, 1925
  - Occella kuronumai Freeman, 1951
- Gattung Pallasina
  - Pallasina barbata Steindachner, 1876
- Gattung Stellerina
  - Stellerina xyosterna Jordan & Gilbert, 1880
- Gattung Tilesina
  - Tilesina gibbosa Schmidt, 1904